# Cicely Courtneidge
Dama Esmerelda Cicely Courtneidge (Sydney, 1º aprile 1893 – Putney, 26 aprile 1980) è stata un'attrice britannica.

## Biografia
Durante la seconda guerra mondiale organizzò e interpretò molti spettacoli a favore dei soldati inglesi per conto dell'Entertainments National Service Association a Gibilterra, a Malta, nell'Africa settentrionale e poi in Italia. Si trovava proprio in Italia quando giunse la notizia della resa della Germania; interruppe lo spettacolo per avvolgersi in una bandiera britannica e cantare Home is where your heart is.
Raccolse molti aneddoti delle sue esperienze della seconda guerra mondiale in un volume intitolato Cicely.

## Filmografia parziale
- Parla Elstree (Elstree Calling), regia di André Charlot (1930)
- Things Are Looking Up, regia di Albert de Courville (1935)
- Take My Tip, regia di Herbert Mason (1937)
- La tela del ragno (The Spider's Web), regia di Godfrey Grayson (1960)
- La stanza a forma di L (The L-Shaped Room), regia di Bryan Forbes (1962)
- La cassa sbagliata (The Wrong Box), regia di Bryan Forbes (1966)